# كأس تونس للكرة الطائرة للرجال 1975–76
كأس تونس للكرة الطائرة للرجال 1975-1976 هو الموسم رقم 20 من كأس تونس للكرة الطائرة للرجال.

فاز بهذا الموسم النادي الأولمبي القليبي.

## روابط خارجية
- الموقع الرسمي للجامعة التونسية للكرة الطائرة.